# Eszeveszett esküvő
Az Eszeveszett esküvő (eredeti cím: Le sens de la fête) 2017-ben bemutatott francia filmvígjáték, amelyet Olivier Nakache és Éric Toledano rendezett. A forgatókönyvet Olivier Nakache és Éric Toledano írták. A producerei Nicolas Duval Adassovsky, Laurent Zeitoun és Yann Zenou. A főszerepekben Jean-Pierre Bacri, Gilles Lellouche, Jean-Paul Rouve, Vincent Macaigne és Alban Ivanov láthatóak. A film zenéjét Avishai Cohen szerezte. A tévéfilm gyártója a Quad Productions és a Ten Films.
Franciaországban 2017. július 5-én, Magyarországon 2017. december 14-én mutatták be a moziban.

## Szereplők
| Szereplő | Színész             | Magyar hang      |
| --- | ------------------- | ---------------- |
| Max Angély | Jean-Pierre Bacri   | Fazekas István   |
| James | Gilles Lellouche    | Király Attila    |
| Guy | Jean-Paul Rouve     | Csankó Zoltán    |
| Julien | Vincent Macaigne    | Debreczeny Csaba |
| Samy | Alban Ivanov        | Dolmány Attila   |
| Josiane | Suzanne Clément     | Madarász Éva     |
| Adele | Eye Haidara         | Pálmai Anna      |
| Pierre | Benjamin Lavernhe   | Zámbori Soma     |
| Pierre anyja | Hélène Vincent      | Hámori Ildikó    |
| Patrice | Kévin Azaïs         | Hamvas Dániel    |
| Seb | William Lebghil     | Fehér Tibor      |
| Henri | Antoine Chappey     | Rosta Sándor     |
| Roshan | Manmathan Basky     | Vári Attila      |
| Nabil | Khereddine Ennasri  | Hegedüs Miklós   |
| Bastien | Gabriel Naccache    | Ungvári Gergely  |
| Hubert | Keasavan Paramasamy | Várkonyi András  |
| Valéry Leprade | Grégoire Bonnet     | Szersén Gyula    |
| További magyar hangok |                     |                  |
| Árvay Bálint Bendegúz, Bartók László, Bor László, Csonka Anikó, Gergely Johanna, Haagen Imre, Kapácsy Miklós, Keviczky Szilvia, Kovács Dorottya, Oláh Nóra, Pauwlik Gréta, Renácz Zoltán, Roatis Andrea, Siska Fédra, Sörös Miklós, Szabó Endre, Szanyi Péter, Törtei Tünde, Vadász Bea, Vámos Mónika |                     |                  |